# Fuerza Aérea de Chile
Die Fuerza Aérea de Chile (FACh) sind die Luftstreitkräfte der Republik Chile und die dritte von vier Teilstreitkräften der chilenischen Streitkräfte. Sie wird von General Arturo Merino Núñez geführt und ist mit 11.050 Soldaten in Bezug auf den Personalbestand zwar nicht die größte, aber die mit am besten ausgerüstete Luftstreitkraft Lateinamerikas. Dies resultiert insbesondere aus dem Kupfergesetz von 1958 (Ley del Cobre Reservado), nach dem 10 % der Kupferexporterlöse ausschließlich dem Militär zustehen.

## Geschichte
Der Vorläufer der FACh, Servicio de Aviación Militar de Chile, wurde bereits 1910 gegründet. Wichtige Aufgaben waren zunächst nichtmilitärischer Art wie die Erkundung der Anden, Langstreckenflüge oder die Luftpostbeförderung. In diesem Postdienst liegen auch die Wurzeln der heutigen LAN Chile. Von 1927 bis 1930 weilte der deutsche Oberstleutnant Erich Dommengest (1884–1965) in Chile und half den Militärs dabei, eine eigenständige militärische Luftwaffe herauszubilden. Eingesetzt war er als „Instruktionsoffizier für Flugentwicklung“. Daraufhin wurden die von Heer und Marine unabhängige Luftstreitkräfte am 21. März 1930 unter der Bezeichnung Fuerza Aérea Nacional (FAN) gegründet. Ihr erster Oberbefehlshaber war Comodoro Arturo Merino Benítez, nach dem heute der internationale Flughafen Santiago de Chile benannt ist.
Zum ersten militärischen Einsatz kam es am 7. September 1931 bei einer Meuterei von Seeleuten in Coquimbo. Zum zweiten Mal wurde die FACh beim Militärputsch von 1973 eingesetzt, wobei in Talcahuano gestartete Hawker Hunter den Präsidentenpalast La Moneda, das Haus des sozialistischen Präsidenten Salvador Allende und Radiostationen bombardierten.
Seit 1980 findet in Santiago alle zwei Jahre die FIDAE statt, eine internationale Luft- und Raumfahrtmesse, die auf Initiative der chilenischen Luftstreitkräfte entstand.

## Ausrüstung
Mit ENAER Empresa Nacional de Aeronáutica begann Chile 1984 mit dem Aufbau einer eigenen Luftfahrtindustrie. Momentan werden hauptsächlich Trainingsflugzeuge von Typ T-35 „Pillán“ und ENAER Eaglet hergestellt, daneben werden modifizierte Varianten der Mirage 50, namens ENAER Pantera gebaut. ENAER arbeitet eng mit der spanischen CASA, heute Airbus Military, zusammen und bietet Dienste zur Flugzeugwartung und zum Flugzeugteilebau an. Die chilenische Luftwaffe setzt eine Reihe von ENAER- und CASA-Flugzeugtypen ein. Drei bestellte Airbus A400M Transportflugzeuge wurden abbestellt, ebenso wie zwei A310 MRTT Maschinen mit „flying-boom“. Anstelle der letzteren wurden 3 KC-135E überholt, modernisiert und die letzte Maschine im März 2012 geliefert. Ende 2021 kaufte Chile drei neue E3-D Sentry von der Royal Air Force, um die mehr als 20 Jahre alten Boeing 707 AWACS zu ersetzen. Von den drei neuen Flugzeugen sollen allerdings nur zwei in den aktiven Einsatz gehen. Das dritte Flugzeug dient zur Ersatzteilgewinnung.

### Flugzeuge und Hubschrauber
Übersicht, Stand Ende 2022:
| Flugzeug                       | Foto           | Herkunft                               | Verwendung             | Version        | Aktiv          | Bestellt       | Anmerkungen                      |
| Kampfflugzeuge                 | Kampfflugzeuge | Kampfflugzeuge                         | Kampfflugzeuge         | Kampfflugzeuge | Kampfflugzeuge | Kampfflugzeuge | Kampfflugzeuge                   |
| ------------------------------ | -------------- | -------------------------------------- | ---------------------- | -------------- | -------------- | -------------- | -------------------------------- |
| F-5E Tiger II                  |                | Vereinigte Staaten                     | Jagdflugzeug           |                | 10             |                |                                  |
| F-16 Fighting Falcon           |                | Vereinigte Staaten                     | Mehrzweckkampfflugzeug | F-16AF-16C     | 35             |                |                                  |
| Flugzeuge für Spezialmissionen |                |                                        |                        |                |                |                |                                  |
| Boeing E-3                     |                | Vereinigte Staaten                     | AWACS                  | E-3D           | 2              |                | [ 8 ]                            |
| de Havilland Canada DHC-6      |                | Kanada                                 | Aufklärungsflugzeug    |                | 2              |                |                                  |
| Learjet 35                     |                | Vereinigte Staaten                     | Aufklärungsflugzeug    |                | 1              |                |                                  |
| Tankflugzeuge                  |                |                                        |                        |                |                |                |                                  |
| KC-130                         |                | Vereinigte Staaten                     | Tankflugzeug           | KC-130R        | 3              |                |                                  |
| KC-135 Stratotanker            |                | Vereinigte Staaten                     | Tankflugzeug           | KC-135E        | 3              |                |                                  |
| Transportflugzeuge             |                |                                        |                        |                |                |                |                                  |
| Lockheed Martin C-130 Hercules |                | Vereinigte Staaten                     | Transportflugzeug      | C-130BC-130H   | 5              |                |                                  |
| C-390 Millennium               |                | Brasilien                              | Transportflugzeug      |                |                |                | 6 Maschinen sind geplant.        |
| C 212 Aviocar                  |                | Spanien                                | Transportflugzeug      |                | 3              |                | 2024 Abgabe an die Heeresflieger |
| CitationJet                    |                | Vereinigte Staaten                     | Transportflugzeug      | CJ1            | 4              |                |                                  |
| DHC-6 Twin Otter               |                | Kanada                                 | Zubringerflugzeug      |                | 11             |                |                                  |
| Geschäftsreiseflugzeuge        |                |                                        |                        |                |                |                |                                  |
| Boeing 737                     |                | Vereinigte Staaten                     | Geschäftsreiseflugzeug | 737-300737-500 | 1              |                | [ 3 ]                            |
| Boeing 767                     |                | Vereinigte Staaten                     | Geschäftsreiseflugzeug | 767-300ER      | 1              |                | [ 3 ]                            |
| Gulfstream IV                  |                | Vereinigte Staaten                     | Geschäftsreiseflugzeug |                | 3              |                | [ 3 ]                            |
| Schulflugzeuge                 |                |                                        |                        |                |                |                |                                  |
| C-101 Aviojet                  |                | Vereinigte Staaten Spanien Deutschland | Schulflugzeug          |                | 19             |                |                                  |
| EMB 314 Super Tucano           |                | Brasilien                              | Schulflugzeug          |                | 22             |                |                                  |
| F-5F Tiger II                  |                | Vereinigte Staaten                     | Schulflugzeug          | F-5F           | 3              |                |                                  |
| F-16 Fighting Falcon           |                | Vereinigte Staaten                     | Schulflugzeug          | F-16BF-16D     | 11             |                |                                  |
| Cirrus SR22                    |                | Vereinigte Staaten                     | Schulflugzeug          |                | 8              |                |                                  |
| T-35 Pillán                    |                | Chile                                  | Schulflugzeug          |                | 31             |                |                                  |
| Hubschrauber                   |                |                                        |                        |                |                |                |                                  |
| Bell 412                       |                | Vereinigte Staaten                     | Mehrzweckhubschrauber  |                | 15             |                |                                  |
| UH-60 Black Hawk               |                | Vereinigte Staaten                     | Mehrzweckhubschrauber  | S-70i          | 6              |                |                                  |
| UH-1 Iroquois                  |                | Vereinigte Staaten                     | Mehrzweckhubschrauber  | UH-1H          | 10             |                |                                  |
| Schulungshubschrauber          |                |                                        |                        |                |                |                |                                  |
| Bell 206                       |                | Vereinigte Staaten                     | Schulungshubschrauber  |                | 5              |                |                                  |
| Drohnen                        |                |                                        |                        |                |                |                |                                  |
| Elbit Hermes 900               |                | Israel                                 | Aufklärungsdrohne      |                | 3              |                | [ 10 ]                           |

Eine Übersicht auch ehemaliger Flugzeugtypen befindet sich in Abschnitt 6 des entsprechenden Artikels in der spanischsprachigen Wikipedia.

### Waffensysteme
Daten aus:

Flugabwehrwaffen:
- 5× Crotale ()
- 12× NASAMS ()
- Mistral ()
- M167 ()
- GDF-005 ()

Luft-Luft-Raketen:
- AIM-9 J/M Sidewinder ()
- Python-3 ()
- Python-4 ()
- Shafrir ()
- AIM-120 C AMRAAM ()
- Derby ()

Luft-Boden-Raketen:
- AGM-65 G Maverick ()

Bomben:
- Paveway II ()
- JDAM ()

## Stützpunkte
Die Luftwaffe besteht aus fünf Fliegerbrigaden mit Hauptquartieren auf den folgenden Militärflugplätzen, von Norden nach Süden (Stand 2024):
- Base Aérea „Los Cóndores“, Iquique, Región de Tarapacá – 1. Brigade
- Base Aérea „Cerro Moreno“, Antofagasta, Región de Antofagasta – 5. Brigade
- Base Aérea Pudahuel, Santiago de Chile, Región Metropolitana – 2. Brigade
- Base Aérea „El Tepual“, Puerto Montt, Región de los Lagos – 3. Brigade
- Base Aérea „Chabunco“, Punta Arenas, Región de Magallanes y de la Antártica Chilena – 4. Brigade

Auf dem Festland betreiben die chilenischen Luftstreitkräfte noch folgende weitere Plätze:
- Base Aérea „El Bosque“, Santiago de Chile, Región Metropolitana – Grund- und Weiterfliegerausbildung, Wartungs- und Lagereinheiten
- Base Aérea „Maquehue“, Temuco, Región de la Araucanía - militärischer Flugbetrieb 2003 eingestellt, FACh-Stützpunkt für logistische Unterstützung (Base de Apoyo Logístico)
- Base Aérea „Quintero“, Valparaíso, Región de Valparaíso – Flugabwehrartillerie- und Spezialkräfteregiment

Sie unterhält ferner die Base Aérea “Teniente Rodolfo Marsh” auf der King-George-Insel in der Antarktis und unterhält auch eine kleine Präsenz auf dem Flughafen Mataveri der Osterinsel.
Die frühere Base Aérea „Los Cerillos“ in Santiago de Chile wurde 2006 geschlossen. Hier befindet sich aber nach wie vor das Museo Nacional Aeronáutico y del Espacio (MNAE), das offizielle Museum der FACh.

### Gliederung
| Luftwaffenführung (Comandancia en Jefe) | |                                                                                        |                                                |                   |
| Hauptluftwaffenamt (Secretaría General) | Hauptluftwaffenamt (Secretaría General)                                                              | Hauptluftwaffenamt (Secretaría General)                                                | Hauptluftwaffenamt (Secretaría General)        | Santiago de Chile |
| Hauptinspektion (Auditoría General) | |                                                                                        |                                                | Santiago de Chile |
| Luftwaffenkommandos | |                                                                                        |                                                |                   |
| Kommando | Großverband                                                                                          | Einheiten                                                                              | Ausrüstung                                     | Standort          |
| Luftwaffenkampfkommando (Comando de Combate) | |                                                                                        |                                                |                   |
| 1. Fliegerbrigade der ChLSK (I Brigada Aérea de la FACH)                                                                                                   | |                                                                                        |                                                |                   |
| 1. Fliegerstaffel (Grupo de Aviación N.º 1) | A-36 Toqui, A-29B Super Tucano                                                                       | Iquique                                                                                |                                                |                   |
| 2. Fliegerstaffel (Grupo de Aviación N.º 2) | C-212-200 Aviocar, PA-28-236 Dakota, (UAV) Hermes 900 y Bell 412EP                                   | Iquique                                                                                |                                                |                   |
| 3. Fliegerstaffel (Grupo de Aviación N.º 3) | F-16C/D Fighting Falcon                                                                              | Iquique                                                                                |                                                |                   |
| 24. Flugabwehrgruppe (Grupo de Defensa Antiaérea N.º 24)                                                                                                   | Javelin, Mistral, NASAMS FAM-2M                                                                      | Iquique                                                                                |                                                |                   |
| 34. Luftraumüberwachungsgruppe (Grupo de Detección y Electrónica N.º 34)                                                                                   | | Iquique                                                                                |                                                |                   |
| 44. Luftwaffeninfanteriegruppe (Grupo de Infantería de Aviación N.º 44)                                                                                    | | Iquique                                                                                |                                                |                   |
| 2. Fliegerbrigade der ChLSK (II Brigada Aérea de la FACH)                                                                                                  | |                                                                                        |                                                |                   |
| 9. Fliegerstaffel (Grupo de Aviación N.º 9) | UH-1H Iroquois, Bell 206B JetRanger, Bell 412EP                                                      | Los Cerrillos Santiago de Chile (Umzug 2019 nach Colina erwogen)                       |                                                |                   |
| 10. Fliegerstaffel (Grupo de Aviación N.º10) | C-130B/H Hercules, B-767-300ER, B-737-300/500, KC-135E Stratotanker, EB-707 Cóndor, Gulfstream G-IV. | Santiago de Chile                                                                      |                                                |                   |
| 32. Fernmelde- und Luftraumüberwachungsgruppe (Grupo de Telecomunicaciones y Detección N.° 32)                                                             | | Santiago de Chile                                                                      |                                                |                   |
| Kunstflugkette „Halcones“ (Escuadrilla de Alta Acrobacia „Halcones“)                                                                                       | EXTRA-300L                                                                                           | El Bosque, Santiago de Chile                                                           |                                                |                   |
| Flugabwehrartillerie- und Spezialkräfteregiment (Regimiento de Artillería Antiaérea y Fuerzas Especiales)                                                  | Oerlikon K63 twin 35 mm, Aérospatiale-Matra Mistral, M-163 A1,M-167 A1                               | Quintero                                                                               |                                                |                   |
| 3. Fliegerbrigade der ChLSK (III Brigada Aérea de la FACH)                                                                                                 | 5. Fliegerstaffel (Grupo de Aviación N.º 5)                                                          | Cessna CJ-1 CITATION, DHC-6-100/300 Twin Otter, S-70A/UH-60 Black Hawk, UH-1H Iroquois | Puerto Montt                                   |                   |
| 3. Fliegerbrigade der ChLSK (III Brigada Aérea de la FACH)                                                                                                 | Verbindungskette (Escuadrilla de Enlace)                                                             | Cessna 0-2A Skymaster                                                                  | Rapa Nui                                       |                   |
| 3. Fliegerbrigade der ChLSK (III Brigada Aérea de la FACH)                                                                                                 | 25. Flugabwehrgruppe (Grupo de Defensa Antiaérea N.º 25)                                             | Javelin, Mistral, FAM-2M,Aérospatiale-Matra Mistral                                    | Puerto Montt                                   |                   |
| 3. Fliegerbrigade der ChLSK (III Brigada Aérea de la FACH)                                                                                                 | 35. Fernmelde- und Luftraumüberwachungsgruppe (Grupo de Telecomunicaciones y Detección N.º 35)       |                                                                                        | Puerto Montt                                   |                   |
| 4. Fliegerbrigade der ChLSK (IV Brigada Aérea de la FACH)                                                                                                  | 6. Fliegerstaffel (Grupo de Aviación N.º 6)                                                          | Bell 412SP, DHC-6-300 Twin Otter                                                       | Punta Arenas                                   |                   |
| 4. Fliegerbrigade der ChLSK (IV Brigada Aérea de la FACH)                                                                                                  | 12. Fliegerstaffel (Grupo de Aviación N.º 12)                                                        | Northrop F-5 Tigre III                                                                 | Punta Arenas                                   |                   |
| 4. Fliegerbrigade der ChLSK (IV Brigada Aérea de la FACH)                                                                                                  | 19. Antarktische Erforschungsfliegerstaffel (Grupo de Exploración Antártica N.° 19)                  | DHC-6-300 Twin Otter, Bell 412                                                         | Antártica Chileña                              |                   |
| 4. Fliegerbrigade der ChLSK (IV Brigada Aérea de la FACH)                                                                                                  | 23. Flugabwehrgruppe (Grupo de Defensa Antiaérea N.º 23)                                             | Javelin, Mistral, FAM-2M,Aérospatiale-Matra Mistral                                    | Punta Arenas                                   |                   |
| 4. Fliegerbrigade der ChLSK (IV Brigada Aérea de la FACH)                                                                                                  | 33. Fernmelde- und Luftraumüberwachungsgruppe (Grupo de Telecomunicaciones y Detección N.° 33)       |                                                                                        | Punta Arenas                                   |                   |
| 5. Fliegerbrigade der ChLSK (V Brigada Aérea de la FACH)                                                                                                   | |                                                                                        |                                                |                   |
| 7. Fliegerstaffel (Grupo de Aviación N.º 7) | F-16AM Fighting Falcon                                                                               | Antofagasta                                                                            |                                                |                   |
| 8. Fliegerstaffel (Grupo de Aviación N.º 8) | F-16AM/BM Fighting Falcon, Bell 412EP, C-212-300 Aviocar, PA-28-236 Dakota                           | Antofagasta                                                                            |                                                |                   |
| 21. Flugabwehrgruppe (Grupo de Defensa Antiaérea N.º 21)                                                                                                   | Mistral, FAM-2M, Oerlikon K63 twin 35 mm                                                             | Antofagasta                                                                            |                                                |                   |
| 31. Fernmelde- und Luftraumüberwachungsgruppe (Grupo de Telecomunicaciones y Detección N.° 31)                                                             | | Antofagasta                                                                            |                                                |                   |
| Fotokartografische Flugdienst (Servicio Aerofotogramétrico) (SAF)                                                                                          | |                                                                                        |                                                |                   |
| Fliegereinsatzkette (Escuadrilla de Operaciones de Vuelo)                                                                                                  | DHC-6-S100 Twin Otter, LJ-35 Learjet                                                                 | Los Cerrillos, Santiago de Chile                                                       |                                                |                   |
| Luftwaffenlogistikkommando (Comando Logístico) | |                                                                                        |                                                |                   |
| Fliegertechnische Instandsetzungseinheit (División de Abastecimiento)                                                                                      | |                                                                                        | Los Cerrillos und El Bosque, Santiago de Chile |                   |
| Infrastrukturelle Instandsetzungseinheit (División de Infraestructura)                                                                                     | |                                                                                        | Santiago de Chile                              |                   |
| Luftwaffenentwicklungs- und Projekteführungseinheit (División de Desarrollo y Proyectos)                                                                   | |                                                                                        | Santiago de Chile                              |                   |
| Transport- und Dienstleistungseinheit (División de Transportes y Servicios)                                                                                | |                                                                                        | Santiago de Chile                              |                   |
| Ingenieur- und Bewaffnungsinstandsetzungseinheit (División de Ingeniería y Apoyo Sistemas de Armas)                                                        | |                                                                                        | Santiago de Chile                              |                   |
| Nationaler Luftfahrtherstellungsbetrieb (ENAER-Chile) | |                                                                                        | El Bosque, Santiago de Chile                   |                   |
| Luftwaffenkommando für Personal (Comando de Personal) | |                                                                                        |                                                |                   |
| Ausbildungseinheit (División de Educación) | |                                                                                        |                                                |                   |
| Fliegerschule „Capitán Manuel Ávalos Prado“ (Escuela de Aviación del Capitán Manuel Ávalos Prado)                                                          | T-35A1/B Pillán                                                                                      | El Bosque, Santiago de Chile                                                           |                                                |                   |
| Luftwaffenspezialistenschule „Sargento 1º Adolfo Menadier Rojas“ (Escuela de Especialidades Sargento 1º Adolfo Menadier Rojas)                             | L-13/19/23, Janus C/CE, Nimbus 3                                                                     | El Bosque, Santiago de Chile                                                           |                                                |                   |
| Luftwaffenakademie (Academia de Guerra Aérea) | | Santiago de Chile                                                                      |                                                |                   |
| Luftfahrtpolitechnikakademie (Academia Politécnica Aeronáutica)                                                                                            | | Santiago de Chile                                                                      |                                                |                   |
| Unteroffizierweiterentwicklungsschule (Escuela de Perfeccionamiento de Suboficiales)                                                                       | | Santiago de Chile                                                                      |                                                |                   |
| Segelfliegerkette (Escuadrilla de Planeadores) | L-13/19/23, Janus C/CE, Nimbus 3                                                                     | Aeródromo Municipal de Vitacura, Santiago de Chile                                     |                                                |                   |
| Sanitätseinheit (División de Sanidad) | |                                                                                        |                                                |                   |
| Luftwaffenkrankenhaus „General de Brigada Aérea Doctor Raúl Yazigi Jauregui“ (Hospital Institucional General de Brigada Aérea Doctor Raúl Yazigi Jauregui) | |                                                                                        | Santiago de Chile                              |                   |
| Personalbetreuungseinheit (División de Bienestar) | |                                                                                        | Santiago de Chile                              |                   |
| Personalweseneinheit (División de Recursos Humanos) | |                                                                                        |                                                |                   |
| | | Santiago de Chile                                                                      |                                                |                   |
| Luftwaffenstabsdienste (Jefatura de Estado Mayor) | Nachrichten- und Aufklärungsdirektorat (Dirección de Inteligencia)                                   |                                                                                        | Santiago de Chile                              |                   |
| Luftwaffenstabsdienste (Jefatura de Estado Mayor) | Einsatzführungsdirektorat (Dirección de Operaciones)                                                 |                                                                                        | Santiago de Chile                              |                   |
| Luftwaffenstabsdienste (Jefatura de Estado Mayor) | Logistikdirektorat (Dirección de Logística)                                                          |                                                                                        | Santiago de Chile                              |                   |
| Luftwaffenstabsdienste (Jefatura de Estado Mayor) | Fernmeldedirektorat (Dirección de Telecomunicaciones)                                                |                                                                                        | Santiago de Chile                              |                   |
| Luftwaffenstabsdienste (Jefatura de Estado Mayor) | Finanzdirektorat (Dirección de Finanzas)                                                             |                                                                                        | Santiago de Chile                              |                   |

Die Fuerza Aérea sind Namensgeber des Fuerza-Aérea-Gletschers.